# Colorado Student Space Weather Experiment
Colorado Student Space Weather Experiment (CSSWE) war der sechste durch die amerikanische National Science Foundation gesponserte CubeSat-Einsatz. Der Satellit wurde von Studenten der University of Colorado at Boulder unter Anleitung von Fachleuten des LASP (Laboratory for Atmospheric and Space Physics = Labor für atmosphärische Physik und Raumfahrtphysik) gebaut. Das CSSWE-Projekt ist eine gemeinsame Anstrengung der Abteilung Aerospace Engineering Sciences der University of Colorado und des LASP.
Die Projektleiter waren Xinlin Li und Scott Palo. Der Projektmanager war Lauren Blum, der Systemingenieur war David Gerhardt, und für die Gerätetechnik war Quintin Schiller verantwortlich.
CSSWE wurde am 13. September 2012 mit einer Atlas-V-Trägerrakete der United Launch Alliance als Teil der NASA-Startinitiative ELaNa gestartet. Das CSSWE-Team veröffentlicht seine wissenschaftlichen Ergebnisse und stellt sie zum Download bereit.

## Missionsziele
Das Ziel von CSSWE ist die Untersuchung des Weltraumwetters aus einem erdnahen Orbit (480 km × 780 km).
Insbesondere arbeitet CSSWE in Verbindung mit gleichzeitigen Einsätzen wie den Van-Allen-Probes-Satelliten, einem Ballon-Experiment BARREL (Balloon Array for RBSP Relativistic Electron Losses), und dem SAMPEX-Forschungssatelliten, um die folgenden Fragen zu beantworten:

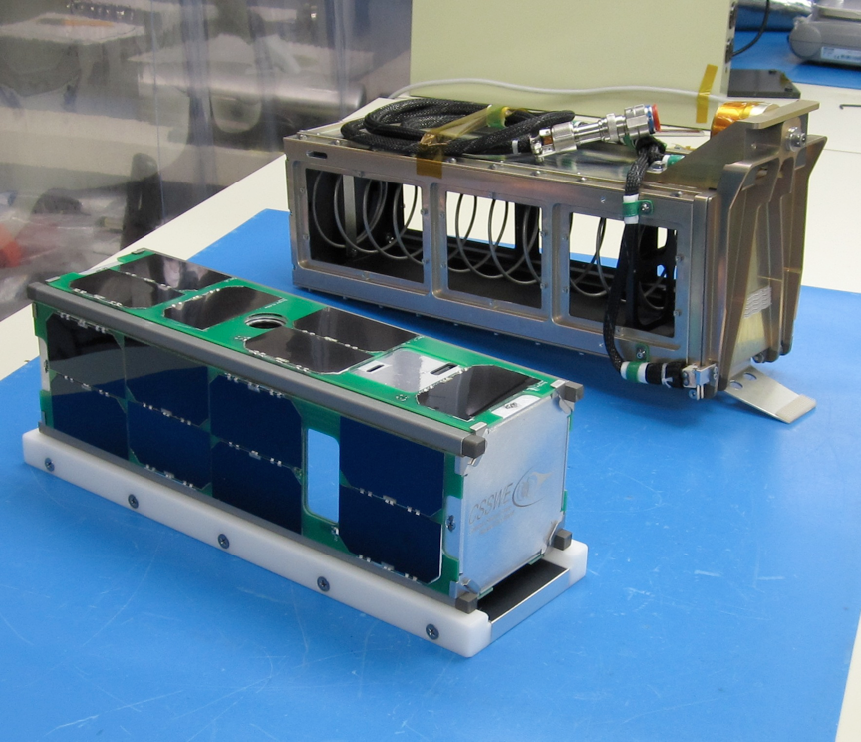
CSSWE und sein Dispenser (PPOD) vor dem Zusammenführen

1. Wie wirkt sich die Lage, die Größe und die Häufigkeit der Sonneneruptionen auf den Zeitpunkt, die Dauer und das Energiespektrum der die Erde erreichenden solaren energiereichen Teilchen aus.
2. Wie Spektrum und Dynamik des Van-Allen-Gürtels der Erde Elektronen freisetzen.[7]

## Wissenschaftliche Ausrüstung
CSSWEs einziges wissenschaftliches Instrument ist das REPTile (Relativistic Electron and Proton Telescope integrated little experiment) und dient den Einsatzzielen des Satelliten.
Es ist eine abgespeckte Version des relativistischen Elektron und Proton Telescope (REPT) Instrument, das Teil der Ausrüstung des Satelliten Van Allen Probes ist.
REPTile erfüllt die Einsatzziele durch die Messung von Elektronen von 0,58 bis >3,8 Megaelektronenvolt (MeV) und Protonen von 8 bis 40 MeV.
Weiterhin trägt der CubeSat ein Magnetometer, um die Orientierung der Instrumente in Bezug auf das Magnetfeld der Erde zu bestimmen.

## Start
Der Start erfolgte mit einer Atlas V 401 am 13. September 2012 vom Vandenberg AFB Space Launch Complex 3.
Die prämäre Nutzlast NROL-36 ist ein militärischer Satellit des amerikanischen National Reconnaissance Office. Als sekundäre Nutzlasten waren elf CubeSats auf der Trägerrakete. Die CubeSats befanden sich in acht PPOD-Dispensern. Vier der CubeSats wurden im Rahmen des ELaNa-Programms (Educational Launch of Nanosatellites) der NASA gestartet:
- CSSWE (University of Colorado – Boulder),
- CINEMA 1 (University of California – Berkeley et al.)
- CXBN (Morehead State University)
- CP5 (California Polytechnic University)

Die restlichen sieben waren:
- Aeneas (University of Southern California),
- 2 × SMDC-ONE (US Army),
- STARE-A (Lawrence Livermore National Laboratory),
- 3 × AeroCube-4 (Aerospace Corporation).[13]

## Ergebnisse
Zwei Stunden nach dem Lösen des Satelliten von der Trägerrakete wurde die Telemetrie-Bake von einem Funkamateur mit dem Amateurfunkrufzeichen DK3WN erstmals empfangen. Das Satellit absolvierte die Inbetriebnahme und wurde am 5. Oktober in den Wissenschaftsmodus geschaltet. Nach drei Monaten, am 5. Januar 2013, wurde der vollständige Erfolg des Einsatzes erzielt. CSSWE bleibt in Betrieb (Stand 18. August 2014), wobei weiterhin wissenschaftliche Daten übertragen werden.
Die ersten wissenschaftlichen Ergebnisse wurden 2012 und 2013 bei der American Geophysical Union in San Francisco, CA vorgestellt und in Fachzeitschriften wie den Geophysical Review Letters und Journal of Geophysical Research veröffentlicht.